# Brachinus angustatus
Brachinus angustatus es una especie de escarabajo de la familia Carabidae.

## Distribución geográfica
Se distribuye por el paleártico: sur de Andalucía (España) y el Magreb.